# Noël Coypel

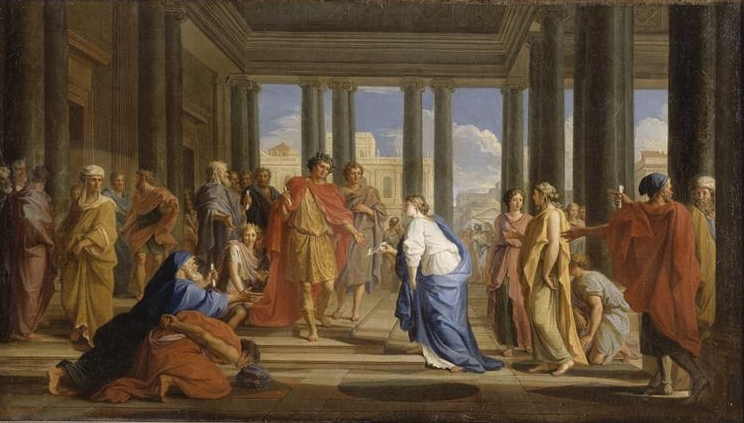
Noël Coypel, Trajan Rendant La Justice, 1672

Noël Coypel (Paris, 25 de dezembro de 1628 — Paris, 24 de dezembro de 1707) foi o fundador de uma família de pintores que ajudou no progresso da história da pintura na França no final do século XVII e início do século XVIII.

## História
Noël Coypel foi treinado por um pintor desconhecido no estúdio de Noël Quillerier em Paris. A partir dos 18 anos de idade, Coypel colaborou com Charles Errard, que era considerado o designer mais importante de esquemas decorativos em Paris, colaborou até que Errard foi nomeado diretor da Academia da França em Roma, em 1666. A colaboração deu a oportunidade de Coypel participar de grandes projetos. Coypel foi diretor e reitor da Academia da França em Roma. Noël Coypel é melhor conhecido como um dos principais pintores decorativos para Luís XIV, para os palácios dos Tuileries, o Louvre, Versalhes. Em 1665, ele foi diretor da Académie de peinture et de sculpture.
Faleceu 1 dia antes do seu 79° aniversário, em 24 de dezembro de 1707.

## Família
Coypel era filho de Guyon Coypel, que praticava a pintura e aparentemente tinha pouco sucesso. Noël Coypel foi casado duas vezes, teve dois filhos que se tornaram pintores, Antoine Coypel e Noël-Nicolas Coypel e muitas filhas, sendo que provavelmente Noël-Nicolas tenha sido o mais habilidoso, mas Antoine o mais famoso. O filho de Antoine Coypel, Charles-Antoine Coypel, também se tornou pintor, além de comentarista de arte e dramaturgo.